# Konstantinopeltraktaten (1832)
|  | For andre traktater indgået i Konstantinopel, se Konstantinopeltraktaten |
Konstantinopeltraktaten var et resultat af Konstantinopelkonferencen, som åbnede i februar 1832 med deltagelse fra de europæiske stormagter Storbritannien, Frankrig og Det russiske kejserrige på den ene side og Det osmanske rige på den anden. Det som udløste konferencen, var at kong Leopold I af Belgien nægtede at tage imod den græske trone, da grænserne for Det græske kongedømme var trukket langs Aspropotamos-Zitouni-linjen i stedet for den mest gunstige Artet-Volos-linjen, som stormagterne havde foreslået tidligere.
Men da Leopold trak sig fra  at overtage den græske trone, og på baggrund af den franske julirevolution to år tidligere, blev grænsedragningen udsat frem til der blev dannet en ny britisk regering. Lord Palmerston blev ny udenrigsminister, og han gik ind for Arten-Volos-linjen som græsk nordgrænse. Ny græsk konge blev den 17 år gamle prins Otto af Bayern fra Huset Wittelsbach. En hemmelig diplomatisk note vedrørende Kreta som den bayerske forhandlingleder fremmede til Storbritannien, Frankrig og Rusland nåede ikke frem.
London-protokollen, undertegnet den 7. maj 1832 mellem Bayern og de tre stormagter, regulerede blandt andet, hvordan landet skulle styres frem til kong Otto tiltrådte. Grækenland blev anerkendt som en uafhængig stat med Arten-Volos linjen som dets nordlige grænse. Det osmanske rige fik en økonomisk kompensation for det mistede territorium. I en ny protokol, undertegnet i London 30 . august samme år, blev det græske kongedømmes grænser bekræftet og denne markerede afslutningen på Den græske uafhængighedskrig og skabte det moderne Grækenland som en uafhængig stat af Det osmanske rige.